# Северноюкагирский язык
Северноюкаги́рский язык (ту́ндре(н)ный, нижнеколы́мский или ваду́льский) — язык тундренных юкагиров, один из двух сохранившихся в настоящее время юкагирских языков.

## Социологическая информация
Основная масса тундренных юкагиров проживает в районе реки Алазея в селе Андрюшкино и в низовье Колымы в селе Колымское и в посёлке городского типа Черский По данным полевых опросов на северноюкагирском в 2010 году говорило около 60 человек, в основном старшее поколение. Большинство юкагир также говорит на якутском (в Андрюшкино) и на русском (в Колымском).
Язык используется преимущественно в быту. Начиная с 1969 года было издано небольшое количество художественной литературы и сборников фольклора. Ведётся преподавание в детских садах и начальной школе.

## Письменность
Северноюкагирский входит в число младописьменных языков. У юкагиров существовала идеографическая письменность, использовавшаяся для написания писем. Современная письменность для него существует только с 1969 года в связи с выходом произведений Г. Н. Курилова. В начале не существовало единого письменного стандарта и использовалось несколько алфавитов на базе якутского. В 1987 году Г. Н. Куриловым письменность была унифицирована и в настоящее время используется следующий алфавит:
| А а   | Б б | В в | Г г   | Ҕ ҕ | Д д |
| Дь дь | Е е | Ё ё | Ж ж   | З з | И и |
| Й й   | К к | Л л | Ль ль | М м | Н н |
| Нь нь | Ҥ ҥ | О о | Ө ө   | П п | Р р |
| С с   | Т т | У у | Ф ф   | Х х | Ц ц |
| Ч ч   | Ш ш | Щ щ | Ъ ъ   | Ы ы | Ь ь |
| Э э   | Ю ю | Я я |       |     |     |

Долгота гласных показывается удвоением: аа, ии, оо, уу. В более поздних изданиях возможно использование буквы Ԝ ԝ вместо В в. В книгах, изданных в Санкт-Петербурге, используются Ӷ ӷ и Ӈ ӈ вместо (по сути якутских) Ҕ ҕ и Ҥ ҥ.

## Фонетика

### Гласные
| Подъём  | Подъём | Ряд       | Ряд       | Ряд       | Ряд       |
| Подъём  | Подъём | Передний  | Передний  | Средний   | Задний    |
| Подъём  | Подъём | неогуб.   | огуб.     | неогуб.   | огуб.     |
| ------- | ------ | --------- | --------- | --------- | --------- |
| Верхний | крат.  | /i/ ⟨и⟩   |           |           | /u/ ⟨у⟩   |
| Верхний | долг.  | /iː/ ⟨ии⟩ |           |           | /uː/ ⟨уу⟩ |
| Средний | крат.  | /e/ ⟨э⟩   | /ø/ ⟨ө⟩   | /ə/       | /o/ ⟨о⟩   |
| Средний | долг.  | /eː/ ⟨ээ⟩ | /øː/ ⟨өө⟩ |           | /oː/ ⟨оо⟩ |
| Нижний  | крат.  |           |           | /a/ ⟨а⟩   |           |
| Нижний  | долг.  |           |           | /aː/ ⟨аа⟩ |           |

Гласные /eː/, /øː/, /oː/ могут быть дифтонгами /ie/ ⟨иэ⟩, /uø/ ⟨уө⟩, /uo/ ⟨уо⟩. 
Гласный /ə/ произносится (и соответственно пишется) в зависимости от предыдущего гласного: [o] ⟨о⟩ или [e] ⟨э⟩ (/kiriˈjəŋ/ кирийэҥ «имя»).

### Согласные
|          |          |          | Губные  | Передне-язычные | Средне-язычные | Задне-язычные | Увулярные |
| -------- | -------- | -------- | ------- | --------------- | -------------- | ------------- | --------- |
| Шумные   | Смычные  | гл.      | /p/ ⟨п⟩ | /t/ ⟨т⟩         | /c/ ⟨ч⟩        | /k/ ⟨к⟩       | /q/ ⟨х⟩   |
| Шумные   | Смычные  | зв.      |         | /d/ ⟨д⟩         | /ɟ/ ⟨дь⟩       | /ɡ/ ⟨г⟩       | [ɢ] ⟨ҕ⟩   |
| Шумные   | Щелевые  | гл.      |         | /s/ ⟨с⟩         |                | [x] ⟨х⟩       |           |
| Шумные   | Щелевые  | зв.      |         |                 |                | [ɣ] ⟨ҕ⟩       | /ʁ/ ⟨ҕ⟩   |
| Сонорные | Носовые  | Носовые  | /m/ ⟨м⟩ | /n/ ⟨н⟩         | /ɲ/ ⟨нь⟩       | /ŋ/ ⟨ҥ⟩       |           |
| Сонорные | Боковые  | Боковые  |         | /l/ ⟨л⟩         | /ʎ/ ⟨ль⟩       |               |           |
| Сонорные | Дрожащие | Дрожащие |         | /r/ ⟨р⟩         |                |               |           |
| Сонорные | Щелевые  | Щелевые  | /w/ ⟨в⟩ |                 | /j/ ⟨й⟩        |               |           |

В квадратных скобках указаны аллофоны:
- /q/ ⟨х⟩ > [x] ⟨х⟩
- /ʁ/ ⟨ҕ⟩ > [ɣ] ⟨ҕ⟩
- /ʁ/ ⟨ҕ⟩ > [ɢ] ⟨ҕ⟩

### Ударение
Ударение разноместное, но не смыслоразличительное. Зависит от качества слогов слова. Ударение падает на последний тяжёлый слог (слог с долгим гласным или закрытый слог СГС). При отсутствии тяжелых слогов в слове ударение падает на последний слог.

### Силлабизм
Структура слога — V, CV, VC, CVC, CVCC.

## Морфология
Северноюкагирский язык по своему строю является агглютинативным с преобладанием суффиксации, в возвратных конструкциях ограниченно используется инкорпорация. Порядок слов в предложении SOV (подлежащее — прямое дополнение — сказуемое), определение предшествует определяемому.
Имя существительное имеет категории числа (единственное и множественное), падежа и принадлежности. Кроме существительных склоняются местоимения, количественные числительные, имена действия и наречия места.
В системе указательных местоимений существуют особые формы для выражения логического ударения.
Прилагательные как таковые отсутствуют. Их значения выражаются с помощью качественных глаголов.
В системе спряжения глагола различаются утвердительно-субъектная и утвердительно-предикатная, а для переходных глаголов — еще и утвердительно-объектная формы спряжения.

## Лексика
Северноюкагирский имел давние контакты с чукотским, корякским и эвенским языками, что выражается в заметном количестве заимствований. Влияния якутского и русского — незначительны.